# Wang Jie
Wang Jie (chinesisch 王洁, Pinyin Wáng Jié; * 4. Dezember 1983 in Xinjiang, Volksrepublik China) ist eine ehemalige chinesische Beachvolleyballspielerin. (Auf der offiziellen FIVB-Seite wird als Geburtsjahr 1985 angegeben)

## Karriere
Wang Jie spielte zunächst Volleyball in der Kuitun Sports Training School in Xinjiang. Mit dem Beachvolleyball begann die Schülerin 1992. Bei ihrem ersten FIVB Turnier 2002 mit Lu Chunhong scheiterte Wang noch in der ersten Runde der Qualifikation, beim zweiten Start im folgenden Jahr mit ihrer neuen Partnerin Ji Linjun belegte sie auf Rhodos schon den fünften Platz im Hauptfeld. Dies war für die beiden Chinesinnen der gemeinsame größte Erfolg. Bei zwei Turnieren in Norwegen und in ihrem Heimatland kamen sie noch auf den neunten Platz.
Nach einer zweijährigen Pause begann 2006 mit der Zusammenarbeit mit Tian Jia die erfolgreichste Zeit in der Karriere von Wang Jie. Zwei Siege in Warschau und Klagenfurt, zweite Plätze in Shanghai und Phuket sowie Bronzemedaillen in Modena, Gstaad, Montréal und Porto Santo bildeten die Bilanz dieses Jahres. Hinzu kam ein dritter Platz bei den Asienspielen. In die folgende Saison starteten die beiden Chinesinnen mit einem Sieg in Shanghai. Es folgten zweite Plätze in Sentosa, Seoul, Paris und Stavanger sowie dritte Plätze in Berlin und Marseille. Bei den Weltmeisterschaften in Gstaad erreichten Wang und Tian das Finale, in dem sie den US-Amerikanerinnen Kerri Walsh und Misty May-Treanor unterlagen. Nach dem Gewinn der Silbermedaille belegten die Asiatinnen im gleichen Jahr noch dritte Plätze in Norwegen und Thailand, in Finnland wurden sie Zweite und das FIVB Challenger & Satellite Turnier in Hongkong am Ende des Jahres konnten sie für sich entscheiden. 2008 belegten Wang und Tian bei drei Turnieren jeweils den Silberrang (Osaka, Berlin und Gstaad), in Moskau wurden sie Dritte. Höhepunkt und Abschluss zugleich ihrer gemeinsamen Karriere waren jedoch die Olympischen Spiele in ihrem Heimatland. In Peking erreichten die beiden Beachvolleyballerinnen das Finale, mussten sich jedoch wiederum Walsh und May-Treanor geschlagen geben und gewannen wie bei den Weltmeisterschaften im Vorjahr die Silbermedaille.
Die letzten beiden Veranstaltungen des Jahres bestritt Wang Jie mit ihrer neuen Partnerin Zuo Man. Die beiden belegten einen siebten und einen vierten Platz. 2009 spielten die beiden Chinesinnen noch bei drei FIVB Turnieren mit, in Shanghai gelang ihnen dabei der größte Erfolg mit dem Gewinn der Silbermedaille. Nach einem 25. Platz in Osaka und einem 13. Platz in Seoul beendeten beide ihre Karriere.
2013 spielte Wang Jie noch einige nationale Turniere mit der erst sechzehnjährigen Xia Xinyi.